# Ngvenkei I
Ngvenkei I (ou Nguvinkei I) est une localité du Cameroun située dans la commune d’Oku (Elak-Oku) et le département du Bui.

## Population
Lors du recensement de 2005, on a dénombré 1 182 personnes : soit 586 femmes et 596 hommes.